# Кастино (Италия)
Кастино (итал. Castino) — коммуна в Италии, располагается в регионе Пьемонт, в провинции Кунео.
Население составляет 516 человек (2008 г.), плотность населения составляет 34 чел./км². Занимает площадь 15 км². Почтовый индекс — 12050. Телефонный код — 0173.
Покровителями коммуны почитается святые Бово Вогерский, Маргарита Антиохийская, а также святой Иосиф, празднование 20 июля.

## Демография
Динамика населения:

## Администрация коммуны
- Официальный сайт: